# 乙女駅
乙女駅（おとめえき）は、長野県小諸市甲にある、東日本旅客鉄道（JR東日本）小海線の駅である。
当駅から終点の小諸駅まではしなの鉄道線と並行する。

## 歴史
駅名の由来は、遠くまで見える大遠見（おおとおみ）に由来している。泉を見つけた乙女という少女がいたから、また、ここが小諸藩の御留め場であったからという説もある。

### 年表
- 1915年（大正4年）8月8日：佐久鉄道 小諸 - 小海間の開通と同時に乙女停留場として開業[1]。旅客営業のみ。
- 1934年（昭和9年）9月1日：佐久鉄道を国有化し、鉄道省小海北線（→小海線）に編入[2]。乙女駅となる[3]。ただし、当駅からは線内各駅および信越本線小諸・上田・長野駅への旅客のみ取り扱い（旅客駅[3]） 。
- 1935年（昭和10年）11月29日：小海線の全通に伴い[4]、旅客を取り扱う区間に中央本線小淵沢・上諏訪・岡谷の各駅を追加[5]。
- 1944年（昭和19年）11月11日：前日限りで運輸営業を休止[6]。
- 1952年（昭和27年）3月1日：小海線三岡駅 - 小諸駅間に新設の扱いで営業を再開[7]。
- 1987年（昭和62年）4月1日：国鉄分割民営化により、JR東日本の駅となる[8]。

## 駅構造
単式ホーム1面1線を持つ地上駅である。ホームには、乙女（おとめ）の、駅名由来板が設置されている。
無人駅である。隣接する乙女湖公園との間には通路がある。

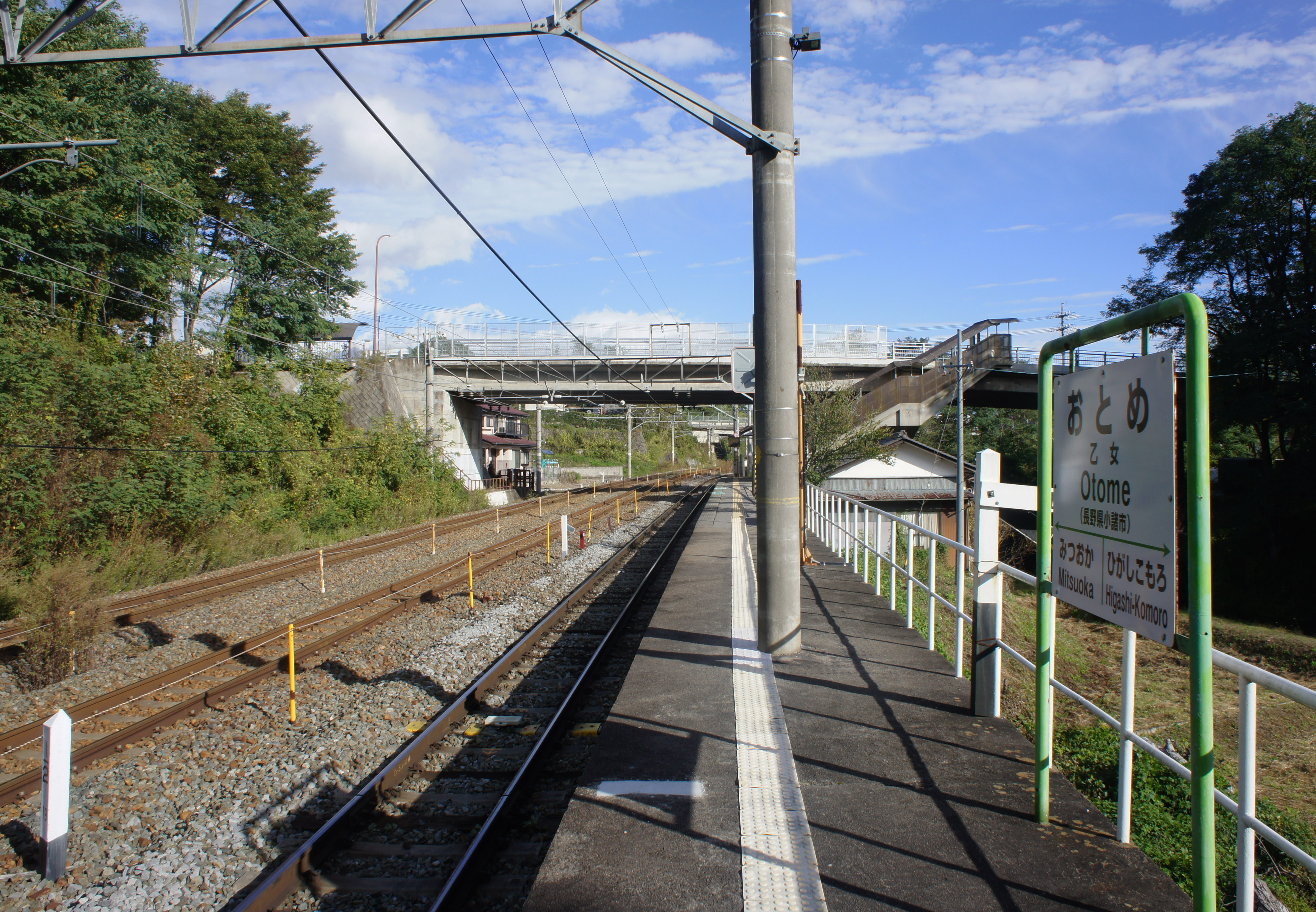
ホーム（2021年10月）
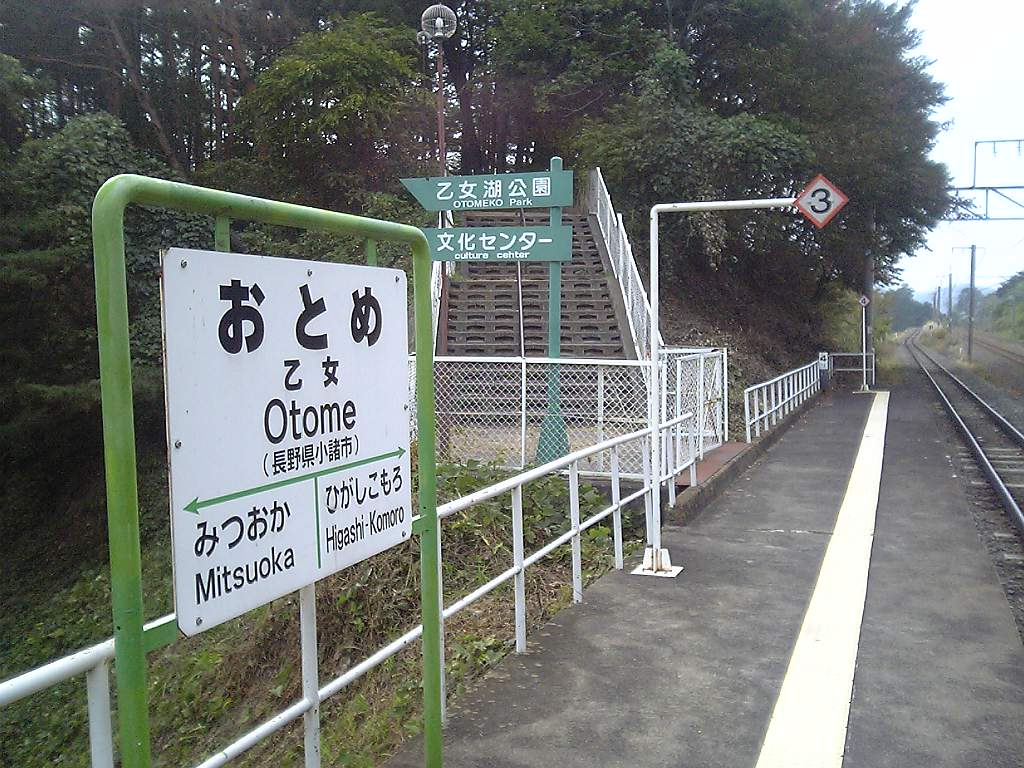
乙女湖公園との通路（2009年10月）
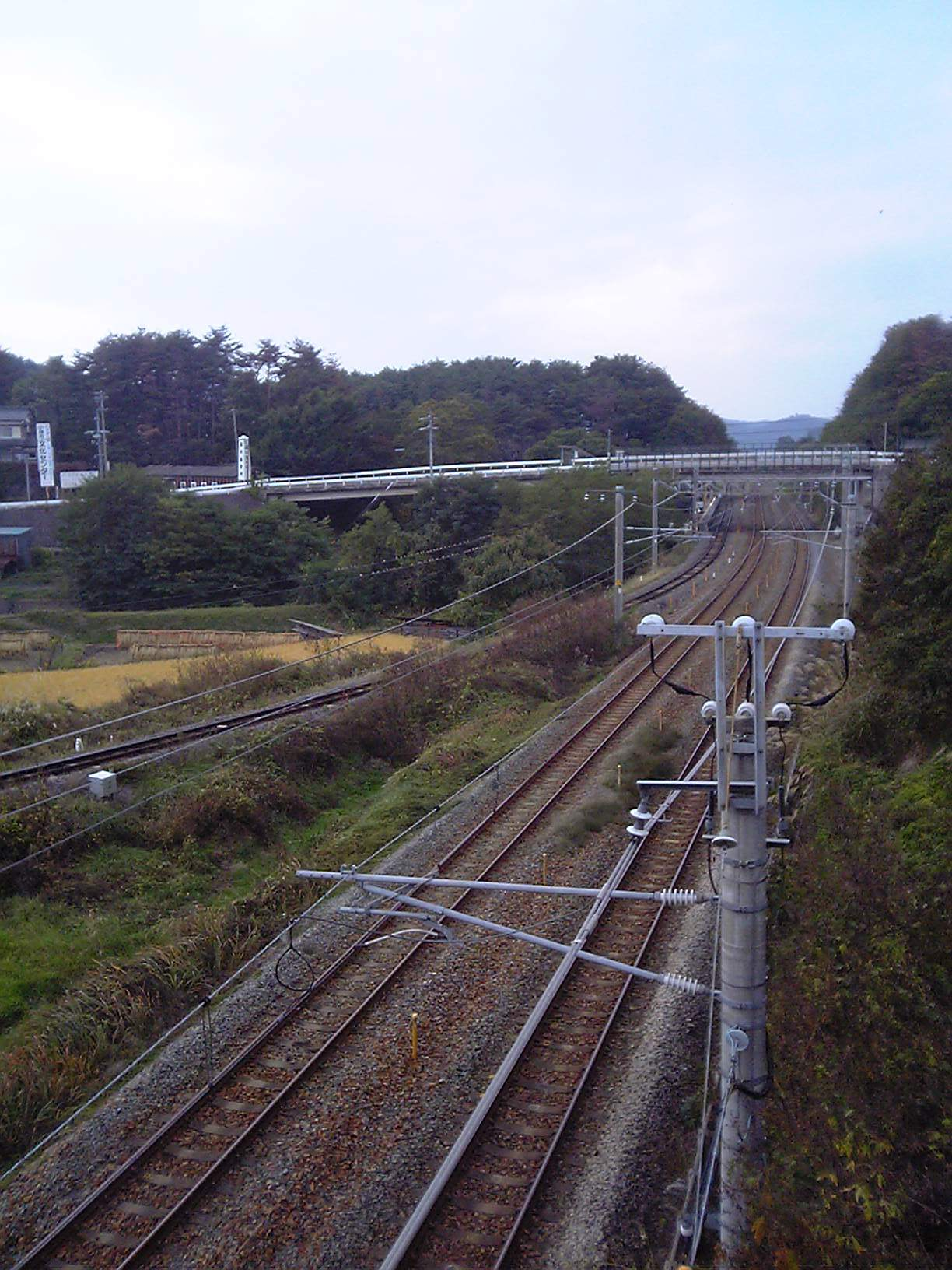
しなの鉄道線と小海線の合流点。陸橋をくぐってすぐに乙女駅がある（2009年10月）

## 利用状況
2007年度（平成19年度）、2009年度（平成21年度）- 2011年度（平成23年度）の1日平均乗車人員の推移は以下のとおりであった。
| 乗車人員推移       | 乗車人員推移     | 乗車人員推移 |
| 年度               | 1日平均 乗車人員 | 出典         |
| ------------------ | ---------------- | ------------ |
| 2007年（平成19年） | 162              | [ 1 ]        |
| 2009年（平成21年） | 150              | [ 1 ]        |
| 2010年（平成22年） | 154              | [ 9 ]        |
| 2011年（平成23年） | 168              | [ 10 ]       |

## 駅周辺
- 小諸市文化センター（乙女湖公園）[1]
- 小諸市立小諸東中学校
- 国道141号
- 小諸市指定史跡 唐松古墳群
- 長野県交通警備株式会社（長野県パトロールのグループ会社）本社[11]

## 隣の駅
東日本旅客鉄道（JR東日本）
■小海線
三岡駅 - 乙女駅 - 東小諸駅